# EA Mobile
EA Mobile je američka tvrtka pod vlasništvom Electronic Artsa, a bavi se proizvodnjom videoigara za mobilne telefone. EA Mobile također proizvodi ostale mobilne sadržaje, poput aplikacija za melodije zvona, ali i ne samo za mobitele nego i za PDA i osobna mini-računala. 
Povezani su sa svim većim sjevernoameričkim tvrtkama slične industrije, a posjeduju urede dilje svijeta, pa tako i u Los Angelesu, Montréalu, Londonu, Tokiju, Hyderabadu, Honoluluu i Bukureštu.

## Povijest
JAMDAT Mobile su 2000. godine osnovali bivši direktori tvrtke Activision, Scott Lahman i Zack Norman, te poduzetnik Austin Murray. JAMDAT je 2004. godine izašao na javni natječaj.
9. prosinca 2005., najavljeno je da će Electronic Arts otkupiti JAMDAT za 680 milijuna dolara. Kupnja je službeno obavljena 14. veljače 2006., a JAMDAT je preimenovan u EA Mobile.
Od 21. studenog 2006., s JAMDAT-ova "Sepulveda Centera" u Los Angelesu, uklonjen je njegov logotip s obje strane zgrade. KBS Realty je u srpnju 2006. otkupio građevinu i postao njen novi stanovnik.
Od 8. prosinca 2006., EA Mobile LA je premješten u zgradu EA-LA, na Playa Vistu u Los Angelesu, Kalifornija. Slična se stvar dogodila u Montréal, gdje se Jamdat Montréal premjestio sa svoje lokacije zbog preuzimanja sjedišta EA Montréala u Place Ville-Marieu.
8. kolovoza 2007., najavljeno je da Barry Cottle postaje potpredsjednikom i menadžerom EA Mobilea.

## Vanjske poveznice
- Službena stranica
- Mitch Lasky  Arhivirana inačica izvorne stranice od 27. ožujka 2009. (Wayback Machine) profil.
- MobileGamesDb rejting - EA Mobile: ocjene, recenzije, nagrade